# Kunágota
Kunágota é um município da Hungria, situado no condado de Békés. Tem 63,96 km² de área e sua população em 2015 foi estimada em 2.650 habitantes.